# Juliette Gréco
Juliette Gréco (født 7. februar 1927 i Montpellier, død 23. september 2020) var en fransk sangerinde og skuespillerinde.